# Pietro Bonato

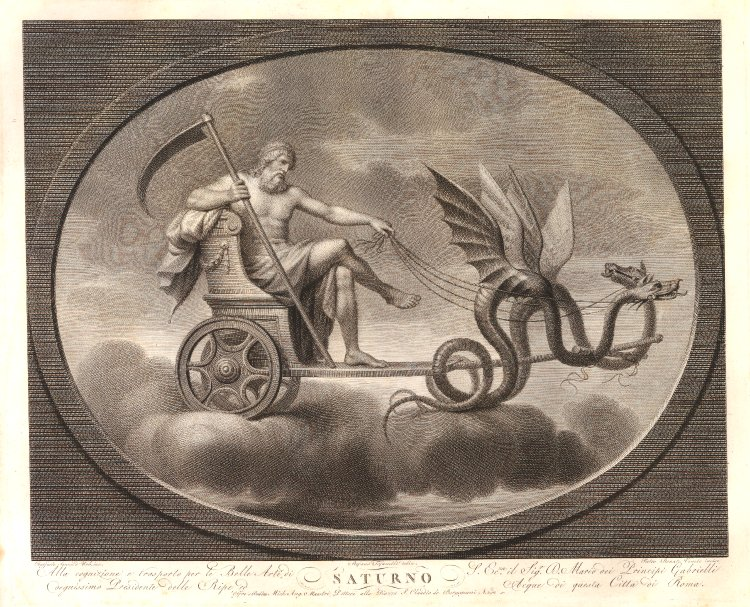
Saturne assise dans un char tiré par un monstre ailé de type serpent, d'après Raphaël

Pietro Bonato, né en 1765 à Bassano del Grappa et mort en 1820, est un peintre italien et un graveur baroque.

## Biographie
Pietro Bonato, né en 1765 à Bassano del Grappa,est un élève de Giovanni Volpato.
Il grave des plaques d'après Guido Reni et Correggio.
Il travaille avec Giuseppe Bortignoni le Jeune dans la gravure de décorations de plafonds du Vatican.
Pietro Bonato est mort en 1820.

## Œuvres
- La sacra famiglia d'après Correggio[2]
- Vierge Marie de Monteneso, d'après une peinture[2]